# Kirkaldyus
Kirkaldyus is een geslacht van rechtvleugeligen uit de familie sabelsprinkhanen (Tettigoniidae). De wetenschappelijke naam van dit geslacht is voor het eerst geldig gepubliceerd in 1908 door Griffini.

## Soorten
Het geslacht Kirkaldyus omvat de volgende soorten:
- Kirkaldyus longipes Ingrisch, 1998
- Kirkaldyus truncata Karny, 1907